# Rhodesiska bushkriget
Rhodesiska bushkriget, också känt som Andra Chimurenga, var en militär konflikt som pågick från juli 1964 och fram till 1979 mellan Rhodesias regeringsstyrkor och en gerilla. Det ledde i förlängningen till allmän rösträtt, slutet på vitt minoritetsstyre i Rhodesia, ett slut för Zimbabwe Rhodesias regering, och skapandet av Republiken Zimbabwe den 18 april 1980.

## Materiel
Rhodesierna använde en hemmabygd bil som de kallade Pookie som minröjare.